# Lecznictwo uzdrowiskowe
Lecznictwo uzdrowiskowe – zorganizowana działalność, polegająca na udzielaniu świadczeń opieki zdrowotnej z zakresu leczenia uzdrowiskowego albo rehabilitacji uzdrowiskowej, prowadzona w uzdrowisku przez zakłady lecznictwa uzdrowiskowego albo poza uzdrowiskiem w szpitalach i sanatoriach znajdujących się w urządzonych podziemnych wyrobiskach górniczych, przy wykorzystaniu warunków naturalnych, takich jak:
- właściwości naturalnych surowców leczniczych,
- właściwości lecznicze klimatu, w tym talasoterapia i subterraneoterapia, oraz właściwości lecznicze mikroklimatu,

a także towarzyszące zabiegi z zakresu fizjoterapii.
Podstawową funkcją lecznictwa uzdrowiskowego jest odnowa sił biologicznych człowieka poprzez wykorzystanie wód leczniczych, kopalin naturalnych i zdrowotnych właściwości klimatu.

## Lecznictwo uzdrowiskowe w ramach polskiego systemu opieki zdrowotnej
Lecznictwo uzdrowiskowe jest refundowane przez Narodowy Fundusz Zdrowia. Jednak z tej formy leczenia mogą skorzystać wyłącznie osoby samodzielne (tj. nie wymagające pomocy w codziennych czynnościach, zdolne do korzystania z zabiegów leczniczych). Samo leczenie jest finansowane przez NFZ, jednak pacjenci zobowiązani są do samodzielnego pokrycia kosztów wyżywienia i noclegów. Leczenie odbywa się w turnusach trwających od 3 do 4 tygodni. Skorzystanie z tej formy kuracji wymaga uzyskania skierowania od lekarza ubezpieczenia zdrowotnego. Jego zasadność jest weryfikowana przez NFZ, a po akceptacji pacjentowi wskazuje się rodzaj i miejsce leczenia.